# 弓掛川
弓掛川（ゆがけがわ）は、木曽川水系の一級河川。岐阜県郡上市・下呂市を流れる。馬瀬川・飛騨川を経て木曽川に合流する3次支川。

## 地理
郡上市明宝小川付近の谷川が集まって弓掛川となり、下呂市金山町弓掛付近の東仙峡金山湖（岩屋ダムのダム湖）で馬瀬川に合流する。ほぼ全区間を岐阜県道86号金山明宝線が並行する。
アユ・アマゴ・イワナなど多数の川魚が生息するが、支流を含めたほぼ全区間が禁漁区域となっており、区域外の弓掛堰堤の前後50メートルにおいても禁漁期間が定められている。なお、ニジマスやウナギなどは弓掛堰堤周辺でも通年で禁漁となっている。
郡上市と下呂市の境付近にある「小川の大滝」には河童の伝説があり、滝口にある大岩がは水を飲む観音の横顔に見えることで知られる。

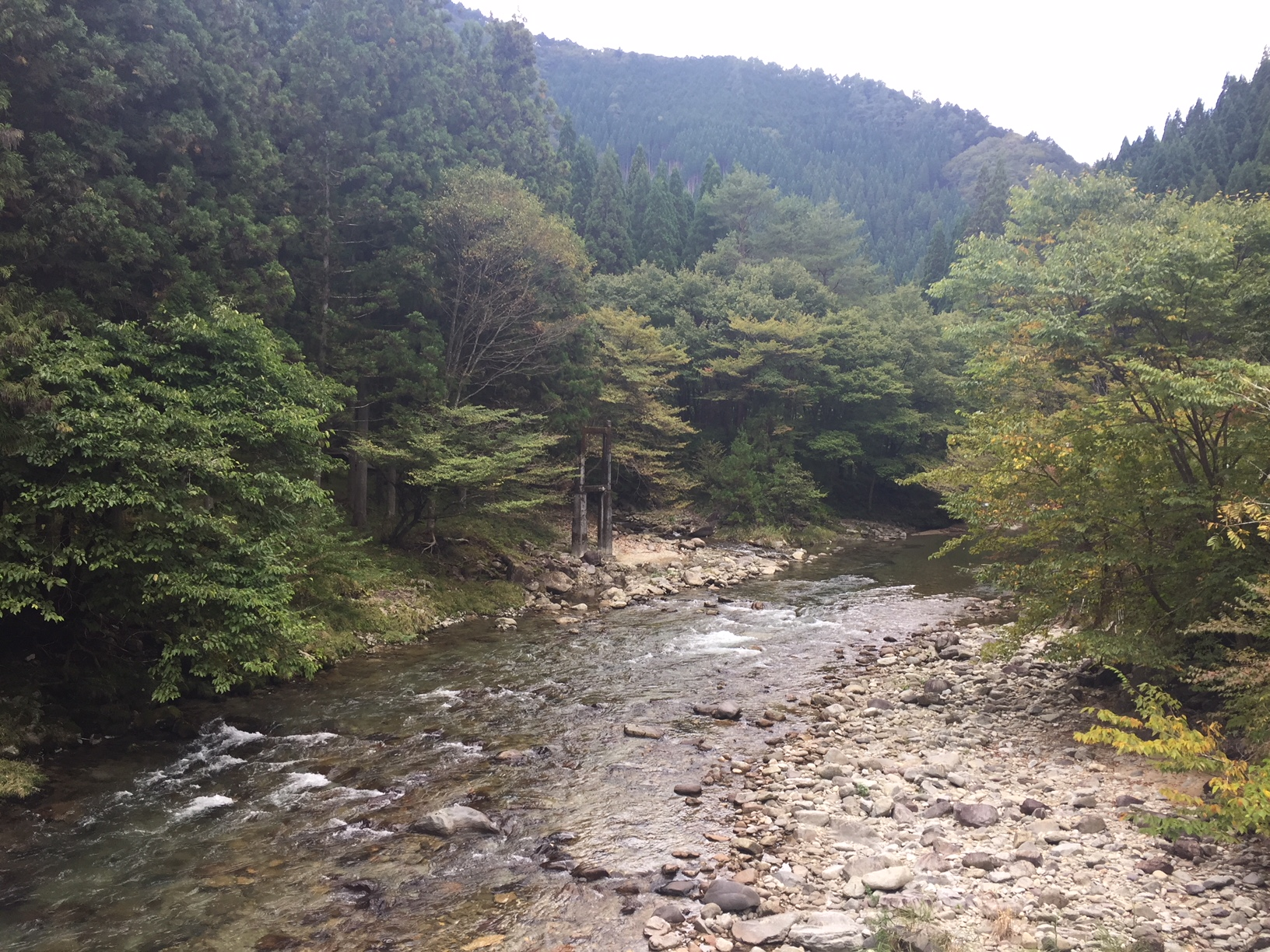
金山町弓掛地内

## 主な支流
弓掛川に合流する主な谷川を、下流側から順に記載する。
- 豊倉谷
- 簗谷
- 浅谷
- 家谷
- サワラ谷
- 日出雲
- 小田汲
- 小谷洞
- 寄塚